# Halász Náthán
Halász Náthán, 1882-ig Fischer Náthán (Lázár) (Apostag, 1834. szeptember 6. – Budapest, Erzsébetváros, 1910. április 3.) magyar iskolaigazgató, újságíró, lapszerkesztő, tanító. Halász Frigyes ügyvéd, kormánytanácsos apja.

## Élete
A Pest vármegyei Apostagon született iparos szülők gyermekeként. Szülei rossz anyagi viszonyai miatt a középiskola négy osztályából magánúton tette le a vizsgát. Hasonló minőségben végezte a tanítóképzőt is. A pesti királyi katolikus képzőintézetben nyert főtanítói oklevelét. 1856-ban Kajászószentpéteren osztálytanító lett, majd két évvel később a lovasberényi izraelita hitközség újonnan szervezett elemi főiskolájának igazgatását vette át. Nem sokkal később a győri népiskola vezető tanítójának választották. 1862-ben kiadta Győrben az első magyar nyelven írt izraelita népiskolai értesítőt és két évig szerkesztette az első magyar nyelvű zsidó ifjúsági lapot, az Ifjúsági Iratokat. 1863-ban a kormány Sátoraljaújhelyre nevezte ki mintatanítónak. 1864-től 1867-ig a Zempléni Híradót szerkesztette. 1867-ben Eötvös József közoktatásügyi miniszter a fővárosi izraelita mintaiskolához helyezte át. Mikor a mintaiskolák megszűntek, a Pesti Izraelita Hitközség megválasztotta leányiskolájának igazgatójául. Fischer családi nevét 1882-ben Halászra változtatta. Az első izraelita egyetemes tanítógyűlés jegyzője volt és választmányi tagja az Országos Izraelita Tanítóegyesületnek. Halálát véredény elmeszesedés okozta.
Több száz cikket írt, melyek izraelita és más szakközlönyökben jelentek meg. A bécsi Wanderernek pesti munkatársa volt. 1866 szeptembere és decembere között szerkesztette és kiadta Budapesten a Jüdische Gemeinde und Schulzeitungot.

## Családja
Házastársa Seligmann Regina (1838–1926) volt. Házasságkötésük: Kajászószentpéter, 1858. november 8.
Gyermekei:
- Halász Emánuel (1861–1940) kereskedő, pénzintézeti igazgató. Felesége Pollitzer Dorottya (1866–1954) volt.
- Halász Frigyes Efráim (1864–1932) ügyvéd, m. kir. főtanácsos; felesége Kohn Recha (1872–1971) volt.
- Halász Frida (1867–1943), férje Weisz Izidor (1870–?)
- Halász Mór (1871–1943) magánhivatalnok, kereskedő, részvénytársasági igazgató; első felesége Sterk Róza Dóra (ház.k.: 1899), második felesége Weisz Friderika (ház.k.: 1916), harmadik felesége Weisz Róza (ház.k.: 1928) volt.
- Halász Gyula (1873–1951) ügynök, felesége Freund Szidónia volt (Freund Dezső műépítész testvére).
- Halász Zoltán (1875–1941)[5] cégjegyző és kereskedő, felesége Berger Emma Amália (1879–1945) volt.
- Halász Lujza (1878–?), férje dr. Krishaber Béla (1867–1955) pesterzsébeti főrabbi volt.
- Halász Etelka (1880–1958), férje dr. Heller Bernát (1871–1943) rabbi, egyetemi tanár, orientalista, irodalomtörténész, folklorista, a bibliatudomány, a héber mesekutatás, az iszlám mese- , monda- és legendakutatás szakavatott ismerője, az 1920-ban alakult budapesti Zsidó Gimnázium első igazgatója, majd az Országos Rabbiképző Intézet professzora volt.

## Művei
- Magyar nyelvtan alkalmas gyakorlatokkal és gazdag föladatírással. Pest, 1869 (2. javított kiadás. Budapest, 1877)
- Oktató-nevelő-mulattató elbeszélések a talmudból és midrásból valamint a zsidók történetéből. A serdültebb izraelita ifjúság és nép számára. I. rész (Budapest, 1886)
- Zsidó hittani katekizmus. Polgári és felsőbb leányiskolák részére (négy rész. Budapest,1889)
- Kincses szekrényke. Oktató, nevelő, mulattató elbeszélések és költemények a zsidó bölcsek irataiból (Budapest, 1889)
- Zsidó hit- és erkölcstan. Különös tekintettel a gyakorlati vallásos életre. Középiskolai növendékek használatára (két rész, Budapest, 1889)